# Lista orașelor din Germania
Această listă de orașe din Germania cuprinde toate cele 2065 orașe din Germania în ordine alfabetică (ultima actualizare: 20 iunie 2011). Dintre acestea 111 orașe au și statut de district urban (kreisfreie Stadt). Celelalte fac parte din câte un district rural sau pot fi și orașe cu statut special.
Numărul orașelor, după landuri:
| - Bavaria (în germană: Bayern): 317 - Baden-Württemberg: 312 - Renania de Nord - Westfalia (Nordrhein-Westfalen): 270 - Hessa (Hessen): 189 | - Saxonia (Sachsen): 175 - Saxonia Inferioară (Niedersachsen): 164 - Renania-Palatinat (Rheinland-Pfalz): 128 - Turingia (Thüringen): 126 | - Brandenburg: 112 - Saxonia-Anhalt (Sachsen-Anhalt): 104 - Mecklenburg - Pomerania Inferioară (Mecklenburg-Vorpommern): 84 - Schleswig-Holstein: 63 | - Saarland: 17 - Brema (Bremen): 2 - Berlin: 1 - Hamburg: 1 |

## A
| | | |
| Aach (Baden-Württemberg) Aachen (Renania de Nord-Westfalia) Aalen (Baden-Württemberg) Abenberg (Bavaria) Abensberg (Bavaria) Achern (Baden-Württemberg) Achim (Saxonia Inferioară) Adelsheim (Baden-Württemberg) Adenau (Renania-Palatinat) Adorf/Vogtl. (Saxonia) Ahaus (Renania de Nord-Westfalia) Ahlen (Renania de Nord-Westfalia) Ahrensburg (Schleswig-Holstein) Aichach (Bavaria) Aichtal (Baden-Württemberg) Aken (Elbe) (Saxonia-Anhalt) Albstadt (Baden-Württemberg) Alfeld (Leine) (Saxonia Inferioară) Allendorf (Lumda) (Hessa) Allstedt (Saxonia-Anhalt) Alpirsbach (Baden-Württemberg) Alsfeld (Hessa) Alsdorf (Renania de Nord-Westfalia) Alsleben (Saale) (Saxonia-Anhalt) | Altdorf bei Nürnberg (Bavaria) Altena (Renania de Nord-Westfalia) Altenau (Saxonia Inferioară) Altenberg (Saxonia) Altenburg (Turingia) Altenkirchen (Westerwald) (Renania-Palatinat) Altensteig (Baden-Württemberg) Altentreptow (Mecklenburg-Pomerania Inferioară) Altlandsberg (Brandenburg) Altötting (Bavaria) Alzenau (Bavaria) Alzey (Renania-Palatinat) Amberg (Bavaria) Amöneburg (Hessa) Amorbach (Bavaria) Andernach (Renania-Palatinat) Angermünde (Brandenburg) Anklam, (Mecklenburg-Pomerania Inferioară) Annaberg-Buchholz (Saxonia) Annaburg (Saxonia-Anhalt) Annweiler am Trifels (Renania-Palatinat) Ansbach (Bavaria) Apolda (Turingia) | Arendsee (Altmark) (Saxonia-Anhalt) Arneburg (Saxonia-Anhalt) Arnis (Schleswig-Holstein) Arnsberg (Renania de Nord-Westfalia) Arnstadt (Turingia) Arnstein (Bavaria) Arnstein (Saxonia-Anhalt) Artern (Turingia) Arzberg (Bavaria) Aschaffenburg (Bavaria) Aschersleben (Saxonia-Anhalt) Asperg (Baden-Württemberg) Aßlar (Hessa) Attendorn (Renania de Nord-Westfalia) Aub (Bavaria) Aue (Saxonia) Auerbach in der Oberpfalz (Bavaria) Auerbach (Saxonia) Augsburg (Bavaria) Augustusburg (Saxonia) Aulendorf (Baden-Württemberg) Auma (Turingia) Aurich (Saxonia Inferioară) |

| Cuprins: A B C D E F G H I J K L M N O P Q R S T U V W X Y Z |

## B
| | | |
| Babenhausen (Hessa) Bacharach (Renania-Palatinat) Backnang (Baden-Württemberg) Bad Aibling (Bavaria) Bad Arolsen (Hessa) Bad Belzig (Brandenburg) Bad Bentheim (Saxonia Inferioară) Bad Bergzabern (Renania-Palatinat) Bad Berka (Turingia) Bad Berleburg (Renania de Nord-Westfalia) Bad Berneck im Fichtelgebirge (Bavaria) Bad Bevensen (Saxonia Inferioară) Bad Bibra (Saxonia-Anhalt) Bad Blankenburg (Turingia) Bad Bramstedt (Schleswig-Holstein) Bad Breisig (Renania-Palatinat) Bad Brückenau (Bavaria) Bad Buchau (Baden-Württemberg) Bad Camberg (Hessa) Bad Colberg-Heldburg (Turingia) Bad Doberan (Mecklenburg-Pomerania Inferioară) Bad Driburg (Renania de Nord-Westfalia) Bad Düben (Saxonia) Bad Dürkheim (Renania-Palatinat) Bad Dürrenberg (Saxonia-Anhalt) Bad Dürrheim (Baden-Württemberg) Bad Elster (Saxonia) Bad Ems (Renania-Palatinat) Baden-Baden (Baden-Württemberg) Bad Fallingbostel (Saxonia Inferioară) Bad Frankenhausen (Turingia) Bad Freienwalde (Oder) (Brandenburg) Bad Friedrichshall (Baden-Württemberg) Bad Gandersheim (Saxonia Inferioară) Bad Gottleuba-Berggießhübel (Saxonia) Bad Griesbach im Rottal (Bavaria) Bad Grund (Harz) (Saxonia Inferioară) Bad Harzburg (Saxonia Inferioară) Bad Herrenalb (Baden-Württemberg) Bad Hersfeld (Hessa) Bad Homburg vor der Höhe (Hessa) Bad Honnef (Renania de Nord-Westfalia) Bad Hönningen (Renania-Palatinat) Bad Iburg (Saxonia Inferioară) Bad Karlshafen (Hessa) Bad Kissingen (Bavaria) Bad König (Hessa) Bad Königshofen im Grabfeld (Bavaria) Bad Köstritz (Turingia) Bad Kötzting (Bavaria) Bad Kreuznach (Renania-Palatinat) Bad Krozingen (Baden-Württemberg) Bad Laasphe (Renania de Nord-Westfalia) Bad Langensalza (Turingia) Bad Lauchstädt (Saxonia-Anhalt) Bad Lausick (Saxonia) Bad Lauterberg im Harz (Saxonia Inferioară) Bad Liebenstein (Turingia) Bad Liebenwerda (Brandenburg) Bad Liebenzell (Baden-Württemberg) Bad Lippspringe (Renania de Nord-Westfalia) Bad Lobenstein (Turingia) Bad Marienberg (Westerwald) (Renania-Palatinat) Bad Mergentheim (Baden-Württemberg) Bad Münder am Deister (Saxonia Inferioară) Bad Münster am Stein-Ebernburg (Renania-Palatinat) Bad Münstereifel (Renania de Nord-Westfalia) Bad Muskau (Saxonia) Bad Nauheim (Hessa) Bad Nenndorf (Saxonia Inferioară) Bad Neuenahr-Ahrweiler (Renania-Palatinat) Bad Neustadt an der Saale (Bavaria) Bad Oeynhausen (Renania de Nord-Westfalia) Bad Oldesloe (Schleswig-Holstein) Bad Orb (Hessa) Bad Pyrmont (Saxonia Inferioară) Bad Rappenau (Baden-Württemberg) Bad Reichenhall (Bavaria) Bad Rodach (Bavaria) Bad Sachsa (Saxonia Inferioară) Bad Säckingen (Baden-Württemberg) Bad Salzdetfurth (Saxonia Inferioară) Bad Salzuflen (Renania de Nord-Westfalia) Bad Salzungen (Turingia) Bad Saulgau (Baden-Württemberg) Bad Schandau (Saxonia) Bad Schmiedeberg (Saxonia-Anhalt) Bad Schussenried (Baden-Württemberg) Bad Schwalbach (Hessa) Bad Schwartau (Schleswig-Holstein) | Bad Segeberg (Schleswig-Holstein) Bad Sobernheim (Renania-Palatinat) Bad Soden am Taunus (Hessa) Bad Soden-Salmünster (Hessa) Bad Sooden-Allendorf (Hessa) Bad Staffelstein (Bavaria) Bad Sulza (Turingia) Bad Sülze (Mecklenburg-Pomerania Inferioară) Bad Teinach-Zavelstein (Baden-Württemberg) Bad Tennstedt (Turingia) Bad Tölz (Bavaria) Bad Urach (Baden-Württemberg) Bad Vilbel (Hessa) Bad Waldsee (Baden-Württemberg) Bad Wildbad (Baden-Württemberg) Bad Wildungen (Hessa) Bad Wilsnack (Brandenburg) Bad Wimpfen (Baden-Württemberg) Bad Windsheim (Bavaria) Bad Wörishofen (Bavaria) Bad Wünnenberg (Renania de Nord-Westfalia) Bad Wurzach (Baden-Württemberg) Baesweiler (Renania de Nord-Westfalia) Baiersdorf (Bavaria) Balingen (Baden-Württemberg) Ballenstedt (Saxonia-Anhalt) Balve (Renania de Nord-Westfalia) Bamberg (Bavaria) Barby (Elbe) (Saxonia-Anhalt) Bargteheide (Schleswig-Holstein) Barmstedt (Schleswig-Holstein) Bärnau (Bavaria) Barntrup (Renania de Nord-Westfalia) Barsinghausen (Saxonia Inferioară) Barth (Mecklenburg-Pomerania Inferioară) Baruth/Mark (Brandenburg) Bassum (Saxonia Inferioară) Battenberg (Eder) (Hessa) Baumholder (Renania-Palatinat) Baunach (Bavaria) Baunatal (Hessa) Bautzen (Saxonia) Bayreuth (Bavaria) Bebra (Hessa) Beckum (Renania de Nord-Westfalia) Bedburg (Renania de Nord-Westfalia) Beelitz (Brandenburg) Beerfelden (Hessa) Beeskow (Brandenburg) Beilngries (Bavaria) Beilstein (Baden-Württemberg) Belgern (Saxonia) Bendorf (Renania-Palatinat) Bensheim (Hessa) Berching (Bavaria) Berga/Elster (Turingia) Bergen (Saxonia Inferioară) Bergen auf Rügen (Mecklenburg-Pomerania Inferioară) Bergheim (Renania de Nord-Westfalia) Bergisch Gladbach (Renania de Nord-Westfalia) Bergkamen (Renania de Nord-Westfalia) Bergneustadt (Renania de Nord-Westfalia) Berka/Werra (Turingia) Berlin (Berlin / Capitala Germaniei) Bernau bei Berlin (Brandenburg) Bernburg (Saale) (Saxonia-Anhalt) Bernkastel-Kues (Renania-Palatinat) Bernsdorf (Saxonia) Bernstadt a. d. Eigen (Saxonia) Bersenbrück (Saxonia Inferioară) Besigheim (Baden-Württemberg) Betzdorf (Renania-Palatinat) Betzenstein (Bavaria) Beverungen (Renania de Nord-Westfalia) Bexbach (Saarland) Biberach an der Riß (Baden-Württemberg) Biedenkopf (Hessa) Bielefeld (Renania de Nord-Westfalia) Biesenthal (Brandenburg) Bietigheim-Bissingen (Baden-Württemberg) Billerbeck (Renania de Nord-Westfalia) Bingen am Rhein (Renania-Palatinat) Birkenfeld (Renania-Palatinat) Bischofsheim an der Rhön (Bavaria) Bischofswerda (Saxonia) Bismark (Altmark) (Saxonia-Anhalt) Bitburg (Renania-Palatinat) Bitterfeld-Wolfen (Saxonia-Anhalt) Blankenburg (Harz) (Saxonia-Anhalt) | Blankenhain (Turingia) Blaubeuren (Baden-Württemberg) Bleckede (Saxonia Inferioară) Bleicherode (Turingia) Blieskastel (Saarland) Blomberg (Renania de Nord-Westfalia) Blumberg (Baden-Württemberg) Bobingen (Bavaria) Böblingen (Baden-Württemberg) Bocholt (Renania de Nord-Westfalia) Bochum (Renania de Nord-Westfalia) Bockenem (Saxonia Inferioară) Bodenwerder (Saxonia Inferioară) Bogen (Bavaria) Böhlen (Saxonia) Boizenburg/Elbe (Mecklenburg-Pomerania Inferioară) Bonn (Renania de Nord-Westfalia) Bonndorf im Schwarzwald (Baden-Württemberg) Bönnigheim (Baden-Württemberg) Bopfingen (Baden-Württemberg) Boppard (Renania-Palatinat) Borgentreich (Renania de Nord-Westfalia) Borgholzhausen (Renania de Nord-Westfalia) Borken (Renania de Nord-Westfalia) Borken (Hessen) (Hessa) Borkum (Saxonia Inferioară) Borna (Saxonia) Bornheim (Renania de Nord-Westfalia) Bottrop (Renania de Nord-Westfalia) Boxberg (Baden-Württemberg) Brackenheim (Baden-Württemberg) Brake (Unterweser) (Saxonia Inferioară) Brakel (Renania de Nord-Westfalia) Bramsche (Saxonia Inferioară) Brandenburg an der Havel (Brandenburg) Brand-Erbisdorf (Saxonia) Brandis (Saxonia) Braubach (Renania-Palatinat) Braunfels (Hessa) Braunlage (Saxonia Inferioară) Bräunlingen (Baden-Württemberg) Braunsbedra (Saxonia-Anhalt) Braunschweig (Saxonia Inferioară) Breckerfeld (Renania de Nord-Westfalia) Bredstedt (Schleswig-Holstein) Breisach am Rhein (Baden-Württemberg) Bremen, (Bremen) Bremerhaven (Brema) Bremervörde (Saxonia Inferioară) Bretten (Baden-Württemberg) Breuberg (Hessa) Brilon (Renania de Nord-Westfalia) Brotterode (Turingia) Bruchköbel (Hessa) Bruchsal (Baden-Württemberg) Brück (Brandenburg) Brüel (Mecklenburg-Pomerania Inferioară) Brühl (Renania de Nord-Westfalia) Brunsbüttel (Schleswig-Holstein) Brüssow (Brandenburg) Buchen (Odenwald) (Baden-Württemberg) Buchholz in der Nordheide (Saxonia Inferioară) Buchloe (Bavaria) Bückeburg (Saxonia Inferioară) Buckow (Märkische Schweiz) (Brandenburg) Büdelsdorf (Schleswig-Holstein) Büdingen (Hessa) Bühl (Baden-Württemberg) Bünde (Renania de Nord-Westfalia) Büren (Renania de Nord-Westfalia) Burg (Saxonia-Anhalt) Burgau (Bavaria) Burgbernheim (Bavaria) Burgdorf (Saxonia Inferioară) Bürgel (Turingia) Burghausen (Bavaria) Burgkunstadt (Bavaria) Burglengenfeld (Bavaria) Burgstädt (Saxonia) Burg Stargard (Mecklenburg-Pomerania Inferioară) Burgwedel (Saxonia Inferioară) Burladingen (Baden-Württemberg) Burscheid (Renania de Nord-Westfalia) Bürstadt (Hessa) Buttelstedt (Turingia) Buttstädt (Turingia) Butzbach (Hessa) Bützow (Mecklenburg-Pomerania Inferioară) Buxtehude (Saxonia Inferioară) |

1. | Cuprins: A B C D E F G H I J K L M N O P Q R S T U V W X Y Z |

## C
| | | |
| Calau (Brandenburg) Calbe (Saale) (Saxonia-Anhalt) Calw (Baden-Württemberg) Castrop-Rauxel (Renania de Nord-Westfalia) Celle (Saxonia Inferioară) Cham (Bavaria) Chemnitz (Saxonia) Clausthal-Zellerfeld (Saxonia Inferioară) | Clingen (Turingia) Cloppenburg (Saxonia Inferioară) Coburg (Bavaria) Cochem (Renania-Palatinat) Coesfeld (Renania de Nord-Westfalia) Colditz (Saxonia) Coswig (Saxonia) Coswig (Anhalt) (Saxonia-Anhalt) | Cottbus (Brandenburg) Crailsheim (Baden-Württemberg) Creglingen (Baden-Württemberg) Creußen (Bavaria) Creuzburg (Turingia) Crimmitschau (Saxonia) Crivitz (Mecklenburg-Pomerania Inferioară) Cuxhaven (Saxonia Inferioară) |

| Cuprins: A B C D E F G H I J K L M N O P Q R S T U V W X Y Z |

## D
| | | |
| Dachau (Bavaria) Dahlen (Saxonia) Dahme/Mark (Brandenburg) Dahn (Renania-Palatinat) Damme (Saxonia Inferioară) Dannenberg (Elbe) (Saxonia Inferioară) Dargun (Mecklenburg-Pomerania Inferioară) Darmstadt (Hessa) Dassel (Saxonia Inferioară) Dassow (Mecklenburg-Pomerania Inferioară) Datteln (Renania de Nord-Westfalia) Daun (Renania-Palatinat) Deggendorf (Bavaria) Deidesheim (Renania-Palatinat) Delbrück (Renania de Nord-Westfalia) Delitzsch (Saxonia) Delmenhorst (Saxonia Inferioară) Demmin, (Mecklenburg-Pomerania Inferioară) Dessau-Roßlau (Saxonia-Anhalt) Detmold (Renania de Nord-Westfalia) Dettelbach (Bavaria) Dieburg (Hessa) | Diemelstadt (Hessa) Diepholz (Saxonia Inferioară) Dierdorf (Renania-Palatinat) Dietenheim (Baden-Württemberg) Dietfurt an der Altmühl (Bavaria) Dietzenbach (Hessa) Diez (Renania-Palatinat) Dillenburg (Hessa) Dillingen an der Donau (Bavaria) Dillingen/Saar (Saarland) Dingelstädt (Turingia) Dingolfing (Bavaria) Dinkelsbühl (Bavaria) Dinklage (Saxonia Inferioară) Dinslaken (Renania de Nord-Westfalia) Dippoldiswalde (Saxonia) Dissen am Teutoburger Wald (Saxonia Inferioară) Ditzingen (Baden-Württemberg) Döbeln (Saxonia) Doberlug-Kirchhain (Brandenburg) Döbern (Brandenburg) Dohna (Saxonia) Dömitz (Mecklenburg-Pomerania Inferioară) | Dommitzsch (Saxonia) Donaueschingen (Baden-Württemberg) Donauwörth (Bavaria) Donzdorf (Baden-Württemberg) Dorfen (Bavaria) Dormagen (Renania de Nord-Westfalia) Dornburg-Camburg (Turingia) Dornhan (Baden-Württemberg) Dornstetten (Baden-Württemberg) Dorsten (Renania de Nord-Westfalia) Dortmund (Renania de Nord-Westfalia) Dransfeld (Saxonia Inferioară) Drebkau (Brandenburg) Dreieich (Hessa) Drensteinfurt (Renania de Nord-Westfalia) Dresda (Capitala landului Saxonia) Drolshagen (Renania de Nord-Westfalia) Duderstadt (Saxonia Inferioară) Duisburg (Renania de Nord-Westfalia) Dülmen (Renania de Nord-Westfalia) Düren (Renania de Nord-Westfalia) Düsseldorf (Capitala landului Renania de Nord-Westfalia) |

| Cuprins: A B C D E F G H I J K L M N O P Q R S T U V W X Y Z |

## E
| | | |
| Ebeleben (Turingia) Eberbach (Baden-Württemberg) Ebermannstadt (Bavaria) Ebern (Bavaria) Ebersbach an der Fils (Baden-Württemberg) Ebersbach-Neugersdorf (Saxonia) Ebersberg (Bavaria) Eberswalde (Brandenburg) Eckartsberga (Saxonia-Anhalt) Eckernförde (Schleswig-Holstein) Edenkoben (Renania-Palatinat) Egeln (Saxonia-Anhalt) Eggenfelden (Bavaria) Eggesin (Mecklenburg-Pomerania Inferioară) Ehingen (Donau) (Baden-Württemberg) Ehrenfriedersdorf (Saxonia) Eibelstadt (Bavaria) Eibenstock (Saxonia) Eichstätt (Bavaria) Eilenburg (Saxonia) Einbeck (Saxonia Inferioară) Eisenach (Turingia) Eisenberg (Turingia) Eisenberg (Pfalz) (Renania-Palatinat) Eisenhüttenstadt (Brandenburg) Eisfeld (Turingia) Eisleben, Lutherstadt (Saxonia-Anhalt) | Eislingen/Fils (Baden-Württemberg) Ellingen (Bavaria) Ellrich (Turingia) Ellwangen (Jagst) (Baden-Württemberg) Elmshorn (Schleswig-Holstein) Elsdorf (Renania de Nord-Westfalia) Elsfleth (Saxonia Inferioară) Elsterberg (Saxonia) Elsterwerda (Brandenburg) Elstra (Saxonia) Elterlein (Saxonia) Eltmann (Bavaria) Eltville am Rhein (Hessa) Elzach (Baden-Württemberg) Elze (Saxonia Inferioară) Emden (Saxonia Inferioară) Emmelshausen (Renania-Palatinat) Emmendingen (Baden-Württemberg) Emmerich am Rhein (Renania de Nord-Westfalia) Emsdetten (Renania de Nord-Westfalia) Endingen am Kaiserstuhl (Baden-Württemberg) Engen (Baden-Württemberg) Enger (Renania de Nord-Westfalia) Ennepetal (Renania de Nord-Westfalia) Ennigerloh (Renania de Nord-Westfalia) Eppelheim (Baden-Württemberg) Eppingen (Baden-Württemberg) | Eppstein (Hessa) Erbach (Baden-Württemberg) Erbach (Odenwald) (Hessa) Erbendorf (Bavaria) Erding (Bavaria) Erftstadt (Renania de Nord-Westfalia) Erfurt (Capitala landului Turingia) Erkelenz (Renania de Nord-Westfalia) Erkner (Brandenburg) Erkrath (Renania de Nord-Westfalia) Erlangen (Bavaria) Erlenbach am Main (Bavaria) Erwitte (Renania de Nord-Westfalia) Eschborn (Hessa) Eschenbach in der Oberpfalz (Bavaria) Eschershausen (Saxonia Inferioară) Eschwege (Hessa) Eschweiler (Renania de Nord-Westfalia) Esens (Saxonia Inferioară) Espelkamp (Renania de Nord-Westfalia) Essen (Renania de Nord-Westfalia) Esslingen am Neckar (Baden-Württemberg) Ettenheim (Baden-Württemberg) Ettlingen (Baden-Württemberg) Euskirchen (Renania de Nord-Westfalia) Eutin (Schleswig-Holstein) |

| Cuprins: A B C D E F G H I J K L M N O P Q R S T U V W X Y Z |

## F
| | | |
| Falkenberg/Elster (Brandenburg) Falkensee (Brandenburg) Falkenstein/Harz (Saxonia-Anhalt) Falkenstein/Vogtl. (Saxonia) Fehmarn (Schleswig-Holstein) Fellbach (Baden-Württemberg) Felsberg (Hessa) Feuchtwangen (Bavaria) Filderstadt (Baden-Württemberg) Finsterwalde (Brandenburg) Fladungen (Bavaria) Flensburg (Schleswig-Holstein) Flöha (Saxonia) Flörsheim am Main (Hessa) Florstadt (Hessa) Forchheim (Bavaria) Forchtenberg (Baden-Württemberg) Forst (Lausitz) (Brandenburg) Frankenau (Hessa) Frankenberg (Eder) (Hessa) Frankenberg/Sa. (Saxonia) Frankenthal (Pfalz) (Renania-Palatinat) | Frankfurt pe Main (Hessa) Frankfurt (Oder) (Brandenburg) Franzburg (Mecklenburg-Pomerania Inferioară) Frauenstein (Saxonia) Frechen (Renania de Nord-Westfalia) Freiberg am Neckar (Baden-Württemberg) Freiberg (Saxonia) Freiburg im Breisgau (Baden-Württemberg) Freilassing (Bavaria) Freinsheim (Renania-Palatinat) Freising (Bavaria) Freital (Saxonia) Freren (Saxonia Inferioară) Freudenberg (Baden-Württemberg) Freudenberg (Renania de Nord-Westfalia) Freudenstadt (Baden-Württemberg) Freyburg (Unstrut) (Saxonia-Anhalt) Freystadt (Bavaria) Freyung (Bavaria) Fridingen an der Donau (Baden-Württemberg) Friedberg (Bavaria) Friedberg (Hessen) (Hessa) | Friedland (Mecklenburg-Pomerania Inferioară) Friedland (Brandenburg) Friedrichroda (Turingia) Friedrichsdorf (Hessa) Friedrichshafen (Baden-Württemberg) Friedrichstadt (Schleswig-Holstein) Friedrichsthal (Saarland) Friesack (Brandenburg) Friesoythe (Saxonia Inferioară) Fritzlar (Hessa) Frohburg (Saxonia) Fröndenberg/Ruhr (Renania de Nord-Westfalia) Fulda (Hessa) Fürstenau (Saxonia Inferioară) Fürstenberg/Havel (Brandenburg) Fürstenfeldbruck (Bavaria) Fürstenwalde/Spree (Brandenburg) Fürth (Bavaria) Furth im Wald (Bavaria) Furtwangen im Schwarzwald (Baden-Württemberg) Füssen (Bavaria) |

| Cuprins: A B C D E F G H I J K L M N O P Q R S T U V W X Y Z |

## G
| | | |
| Gadebusch (Mecklenburg-Pomerania Inferioară) Gaggenau (Baden-Württemberg) Gaildorf (Baden-Württemberg) Gammertingen (Baden-Württemberg) Garbsen (Saxonia Inferioară) Garching bei München (Bavaria) Gardelegen (Saxonia-Anhalt) Garding (Schleswig-Holstein) Gartz (Oder) (Brandenburg) Garz/Rügen (Mecklenburg-Pomerania Inferioară) Gau-Algesheim (Renania-Palatinat) Gebesee (Turingia) Gedern (Hessa) Geesthacht (Schleswig-Holstein) Gefell (Turingia) Gefrees (Bavaria) Gehrden (Saxonia Inferioară) Gehren (Turingia) Geilenkirchen (Renania de Nord-Westfalia) Geisa (Turingia) Geiselhöring (Bavaria) Geisenfeld (Bavaria) Geisenheim (Hessa) Geisingen (Baden-Württemberg) Geislingen (Baden-Württemberg) Geislingen an der Steige (Baden-Württemberg) Geithain (Saxonia) Geldern (Renania de Nord-Westfalia) Gelnhausen (Hessa) Gelsenkirchen (Renania de Nord-Westfalia) Gemünden am Main (Bavaria) Gemünden (Wohra) (Hessa) Gengenbach (Baden-Württemberg) Genthin (Saxonia-Anhalt) Georgsmarienhütte (Saxonia Inferioară) Gera (Turingia) Gerabronn (Baden-Württemberg) Gerbstedt (Saxonia-Anhalt) Geretsried (Bavaria) Geringswalde (Saxonia) Gerlingen (Baden-Württemberg) Germering (Bavaria) Germersheim (Renania-Palatinat) | Gernsbach (Baden-Württemberg) Gernsheim (Hessa) Gerolstein (Renania-Palatinat) Gerolzhofen (Bavaria) Gersfeld (Rhön) (Hessa) Gersthofen (Bavaria) Gescher (Renania de Nord-Westfalia) Geseke (Renania de Nord-Westfalia) Gevelsberg (Renania de Nord-Westfalia) Geyer (Saxonia) Giengen an der Brenz (Baden-Württemberg) Gießen (Hessa) Gifhorn (Saxonia Inferioară) Gladbeck (Renania de Nord-Westfalia) Gladenbach (Hessa) Glashütte (Saxonia) Glauchau (Saxonia) Glinde (Schleswig-Holstein) Glücksburg (Ostsee) (Schleswig-Holstein) Glückstadt (Schleswig-Holstein) Gnoien (Mecklenburg-Pomerania Inferioară) Goch (Renania de Nord-Westfalia) Goldberg (Mecklenburg-Pomerania Inferioară) Goldkronach (Bavaria) Golßen (Brandenburg) Gommern (Saxonia-Anhalt) Göppingen (Baden-Württemberg) Görlitz (Saxonia) Goslar (Saxonia Inferioară) Gößnitz (Turingia) Gotha (Turingia) Göttingen (Saxonia Inferioară) Grabow (Mecklenburg-Pomerania Inferioară) Grafenau (Bavaria) Gräfenberg (Bavaria) Gräfenhainichen (Saxonia-Anhalt) Gräfenthal (Turingia) Grafenwöhr (Bavaria) Grafing bei München (Bavaria) Gransee (Brandenburg) Grebenau (Hessa) Grebenstein (Hessa) Greding (Bavaria) | Greifswald, (Mecklenburg-Pomerania Inferioară) Greiz (Turingia) Greußen (Turingia) Greven (Renania de Nord-Westfalia) Grevenbroich (Renania de Nord-Westfalia) Grevesmühlen (Mecklenburg-Pomerania Inferioară) Griesheim (Hessa) Grimma (Saxonia) Grimmen (Mecklenburg-Pomerania Inferioară) Gröditz (Saxonia) Groitzsch (Saxonia) Gronau (Leine) (Saxonia Inferioară) Gronau (Westf.) (Renania de Nord-Westfalia) Gröningen (Saxonia-Anhalt) Großalmerode (Hessa) Groß-Bieberau (Hessa) Großbottwar (Baden-Württemberg) Großbreitenbach (Turingia) Großenehrich (Turingia) Großenhain (Saxonia) Groß-Gerau (Hessa) Großräschen (Brandenburg) Großröhrsdorf (Saxonia) Großschirma (Saxonia) Groß-Umstadt (Hessa) Grünberg (Hessa) Grünhain-Beierfeld (Saxonia) Grünsfeld (Baden-Württemberg) Grünstadt (Renania-Palatinat) Guben (Brandenburg) Gudensberg (Hessa) Güglingen (Baden-Württemberg) Gummersbach (Renania de Nord-Westfalia) Gundelfingen an der Donau (Bavaria) Gundelsheim (Baden-Württemberg) Günzburg (Bavaria) Gunzenhausen (Bavaria) Güsten (Saxonia-Anhalt) Güstrow (Mecklenburg-Pomerania Inferioară) Gütersloh (Renania de Nord-Westfalia) Gützkow (Mecklenburg-Pomerania Inferioară) |

| Cuprins: A B C D E F G H I J K L M N O P Q R S T U V W X Y Z |

## H
| | | |
| Haan (Renania de Nord-Westfalia) Hachenburg (Renania-Palatinat) Hadamar (Hessa) Hagen (Renania de Nord-Westfalia) Hagenbach (Renania-Palatinat) Hagenow (Mecklenburg-Pomerania Inferioară) Haiger (Hessa) Haigerloch (Baden-Württemberg) Hainichen (Saxonia) Haiterbach (Baden-Württemberg) Halberstadt (Saxonia-Anhalt) Haldensleben (Saxonia-Anhalt) Halle (Saale) (Saxonia-Anhalt) Halle (Westfalen) (Renania de Nord-Westfalia) Hallenberg (Renania de Nord-Westfalia) Hallstadt (Bavaria) Haltern am See (Renania de Nord-Westfalia) Halver (Renania de Nord-Westfalia) Hamburg, (Hamburg) Hameln (Saxonia Inferioară) Hamm (Renania de Nord-Westfalia) Hammelburg (Bavaria) Hamminkeln (Renania de Nord-Westfalia) Hanau (Hessa) Hanovra (Capitala landului Saxonia Inferioară) Hann. Münden (Saxonia Inferioară) Harburg (Schwaben) (Bavaria) Hardegsen (Saxonia Inferioară) Haren (Ems) (Saxonia Inferioară) Harsewinkel (Renania de Nord-Westfalia) Hartenstein (Saxonia) Hartha (Saxonia) Harzgerode (Saxonia-Anhalt) Haselünne (Saxonia Inferioară) Haslach im Kinzigtal (Baden-Württemberg) Haßfurt (Bavaria) Hattersheim am Main (Hessa) Hattingen (Renania de Nord-Westfalia) Hatzfeld (Eder) (Hessa) Hausach (Baden-Württemberg) Hauzenberg (Bavaria) Havelberg (Saxonia-Anhalt) Havelsee (Brandenburg) Hayingen (Baden-Württemberg) Hechingen (Baden-Württemberg) Hecklingen (Saxonia-Anhalt) Heide (Schleswig-Holstein) Heideck (Bavaria) Heidelberg (Baden-Württemberg) | Heidenau (Saxonia) Heidenheim an der Brenz (Baden-Württemberg) Heilbad Heiligenstadt (Turingia) Heilbronn (Baden-Württemberg) Heiligenhafen (Schleswig-Holstein) Heiligenhaus (Renania de Nord-Westfalia) Heilsbronn (Bavaria) Heimbach (Renania de Nord-Westfalia) Heimsheim (Baden-Württemberg) Heinsberg (Renania de Nord-Westfalia) Heitersheim (Baden-Württemberg) Heldrungen (Turingia) Helmbrechts (Bavaria) Helmstedt (Saxonia Inferioară) Hemau (Bavaria) Hemer (Renania de Nord-Westfalia) Hemmingen (Saxonia Inferioară) Hemmoor (Saxonia Inferioară) Hemsbach (Baden-Württemberg) Hennef (Sieg) (Renania de Nord-Westfalia) Hennigsdorf (Brandenburg) Heppenheim (Bergstraße) (Hessa) Herbolzheim (Baden-Württemberg) Herborn (Hessa) Herbrechtingen (Baden-Württemberg) Herbstein (Hessa) Herdecke (Renania de Nord-Westfalia) Herdorf (Renania-Palatinat) Herford (Renania de Nord-Westfalia) Heringen/Helme (Turingia) Heringen (Werra) (Hessa) Hermeskeil (Renania-Palatinat) Hermsdorf (Turingia) Herne (Renania de Nord-Westfalia) Herrenberg (Baden-Württemberg) Herrieden (Bavaria) Herrnhut (Saxonia) Hersbruck (Bavaria) Herten (Renania de Nord-Westfalia) Herzberg am Harz (Saxonia Inferioară) Herzberg (Elster) (Brandenburg) Herzogenaurach (Bavaria) Herzogenrath (Renania de Nord-Westfalia) Hessisch Lichtenau (Hessa) Hessisch Oldendorf (Saxonia Inferioară) Hettingen (Baden-Württemberg) Hettstedt (Saxonia-Anhalt) Heubach (Baden-Württemberg) Heusenstamm (Hessa) | Hilchenbach (Renania de Nord-Westfalia) Hildburghausen (Turingia) Hilden (Renania de Nord-Westfalia) Hildesheim (Saxonia Inferioară) Hillesheim (Renania-Palatinat) Hilpoltstein (Bavaria) Hirschau (Bavaria) Hirschberg (Turingia) Hirschhorn (Neckar) (Hessa) Hitzacker (Elbe) (Saxonia Inferioară) Hochheim am Main (Hessa) Höchstadt an der Aisch (Bavaria) Höchstädt an der Donau (Bavaria) Hockenheim (Baden-Württemberg) Hof (Bavaria) Hofgeismar (Hessa) Hofheim am Taunus (Hessa) Hofheim in Unterfranken (Bavaria) Hohenberg an der Eger (Bavaria) Hohenleuben (Turingia) Hohenmölsen (Saxonia-Anhalt) Hohen Neuendorf (Brandenburg) Hohenstein-Ernstthal (Saxonia) Hohnstein (Saxonia) Höhr-Grenzhausen (Renania-Palatinat) Hollfeld (Bavaria) Holzgerlingen (Baden-Württemberg) Holzminden (Saxonia Inferioară) Homberg (Efze) (Hessa) Homberg (Ohm) (Hessa) Homburg (Saar) (Saarland) Horb am Neckar (Baden-Württemberg) Hornbach (Renania-Palatinat) Horn-Bad Meinberg (Renania de Nord-Westfalia) Hornberg (Baden-Württemberg) Hornburg (Saxonia Inferioară) Hörstel (Renania de Nord-Westfalia) Horstmar (Renania de Nord-Westfalia) Höxter (Renania de Nord-Westfalia) Hoya (Saxonia Inferioară) Hoyerswerda (Saxonia) Hückelhoven (Renania de Nord-Westfalia) Hückeswagen (Renania de Nord-Westfalia) Hüfingen (Baden-Württemberg) Hünfeld (Hessa) Hungen (Hessa) Hürth (Renania de Nord-Westfalia) Husum (Schleswig-Holstein) |

| Cuprins: A B C D E F G H I J K L M N O P Q R S T U V W X Y Z |

## I
| | | |
| Ibbenbüren (Renania de Nord-Westfalia) Ichenhausen (Bavaria) Idar-Oberstein (Renania-Palatinat) Idstein (Hessa) Illertissen (Bavaria) Ilmenau (Turingia) | Ilsenburg (Harz) (Saxonia-Anhalt) Ilshofen (Baden-Württemberg) Immenhausen (Hessa) Immenstadt im Allgäu (Bavaria) Ingelfingen (Baden-Württemberg) Ingelheim am Rhein (Renania-Palatinat) | Ingolstadt (Bavaria) Iphofen (Bavaria) Iserlohn (Renania de Nord-Westfalia) Isny im Allgäu (Baden-Württemberg) Isselburg (Renania de Nord-Westfalia) Itzehoe (Schleswig-Holstein) |

| Cuprins: A B C D E F G H I J K L M N O P Q R S T U V W X Y Z |

## J
| |                                                                                    |                                                                              |
| Jarmen (Mecklenburg-Pomerania Inferioară) Jena (Turingia) Jerichow (Saxonia-Anhalt) Jessen (Elster) (Saxonia-Anhalt) | Jever (Saxonia Inferioară) Joachimsthal (Brandenburg) Johanngeorgenstadt (Saxonia) | Jöhstadt (Saxonia) Jülich (Renania de Nord-Westfalia) Jüterbog (Brandenburg) |

| Cuprins: A B C D E F G H I J K L M N O P Q R S T U V W X Y Z |

## K
| | | |
| Kaarst (Renania de Nord-Westfalia) Kahla (Turingia) Kaisersesch (Renania-Palatinat) Kaiserslautern (Renania-Palatinat) Kalbe (Milde) (Saxonia-Anhalt) Kalkar (Renania de Nord-Westfalia) Kaltenkirchen (Schleswig-Holstein) Kaltennordheim (Turingia) Kamen (Renania de Nord-Westfalia) Kamenz (Saxonia) Kamp-Lintfort (Renania de Nord-Westfalia) Kandel (Renania-Palatinat) Kandern (Baden-Württemberg) Kappeln (Schleswig-Holstein) Karben (Hessa) Karlsruhe (Baden-Württemberg) Karlstadt (Bavaria) Kassel (Hessa) Kastellaun (Renania-Palatinat) Katzenelnbogen (Renania-Palatinat) Kaub (Renania-Palatinat) Kaufbeuren (Bavaria) Kehl (Baden-Württemberg) Kelbra (Kyffhäuser) (Saxonia-Anhalt) Kelheim (Bavaria) Kelkheim (Taunus) (Hessa) Kellinghusen (Schleswig-Holstein) Kelsterbach (Hessa) Kemberg (Saxonia-Anhalt) Kemnath (Bavaria) Kempen (Renania de Nord-Westfalia) Kempten (Allgäu) (Bavaria) Kenzingen (Baden-Württemberg) Kerpen (Renania de Nord-Westfalia) | Ketzin (Brandenburg) Kevelaer (Renania de Nord-Westfalia) Kiel (Capitala landului Schleswig-Holstein) Kierspe (Renania de Nord-Westfalia) Kindelbrück (Turingia) Kirchberg (Saxonia) Kirchberg an der Jagst (Baden-Württemberg) Kirchberg (Hunsrück) (Renania-Palatinat) Kirchen (Sieg) (Renania-Palatinat) Kirchenlamitz (Bavaria) Kirchhain (Hessa) Kirchheimbolanden (Renania-Palatinat) Kirchheim unter Teck (Baden-Württemberg) Kirn (Renania-Palatinat) Kirtorf (Hessa) Kitzingen (Bavaria) Kitzscher (Saxonia) Kleve (Renania de Nord-Westfalia) Klingenberg am Main (Bavaria) Klingenthal (Saxonia) Klötze (Saxonia-Anhalt) Klütz (Mecklenburg-Pomerania Inferioară) Knittlingen (Baden-Württemberg) Koblenz (Renania-Palatinat) Kohren-Sahlis (Saxonia) Kolbermoor (Bavaria) Kölleda (Turingia) Köln (Renania de Nord-Westfalia) Königsberg in Bayern (Bavaria) Königsbrück (Saxonia) Königsbrunn (Bavaria) Königsee (Turingia) Königslutter am Elm (Saxonia Inferioară) Königstein im Taunus (Hessa) | Königstein (Sächsische Schweiz) (Saxonia) Königswinter (Renania de Nord-Westfalia) Königs Wusterhausen (Brandenburg) Könnern (Saxonia-Anhalt) Konstanz (Baden-Württemberg) Konz (Renania-Palatinat) Korbach (Hessa) Korntal-Münchingen (Baden-Württemberg) Kornwestheim (Baden-Württemberg) Korschenbroich (Renania de Nord-Westfalia) Köthen (Anhalt) (Saxonia-Anhalt) Kraichtal (Baden-Württemberg) Krakow am See (Mecklenburg-Pomerania Inferioară) Kranichfeld (Turingia) Krautheim (Baden-Württemberg) Krefeld (Renania de Nord-Westfalia) Kremmen (Brandenburg) Krempe (Schleswig-Holstein) Kreuztal (Renania de Nord-Westfalia) Kronach (Bavaria) Kronberg im Taunus (Hessa) Kröpelin (Mecklenburg-Pomerania Inferioară) Kroppenstedt (Saxonia-Anhalt) Krumbach (Schwaben) (Bavaria) Kühlungsborn (Mecklenburg-Pomerania Inferioară) Kulmbach (Bavaria) Külsheim (Baden-Württemberg) Künzelsau (Baden-Württemberg) Kupferberg (Bavaria) Kuppenheim (Baden-Württemberg) Kusel (Renania-Palatinat) Kyllburg (Renania-Palatinat) Kyritz (Brandenburg) |

| Cuprins: A B C D E F G H I J K L M N O P Q R S T U V W X Y Z |

## L
| | | |
| Laage (Mecklenburg-Pomerania Inferioară) Laatzen (Saxonia Inferioară) Ladenburg (Baden-Württemberg) Lage (Renania de Nord-Westfalia) Lahnstein (Renania-Palatinat) Lahr/Schwarzwald (Baden-Württemberg) Laichingen (Baden-Württemberg) Lambrecht (Pfalz) (Renania-Palatinat) Lampertheim (Hessa) Landau an der Isar (Bavaria) Landau in der Pfalz (Renania-Palatinat) Landsberg am Lech (Bavaria) Landsberg (Saxonia-Anhalt) Landshut (Bavaria) Landstuhl (Renania-Palatinat) Langelsheim (Saxonia Inferioară) Langen (Saxonia Inferioară) Langen (Hessen) (Hessa) Langenau (Baden-Württemberg) Langenburg (Baden-Württemberg) Langenfeld (Rheinland) (Renania de Nord-Westfalia) Langenhagen (Saxonia Inferioară) Langenselbold (Hessa) Langenzenn (Bavaria) Langewiesen (Turingia) Lassan (Mecklenburg-Pomerania Inferioară) Laubach (Hessa) Laucha an der Unstrut (Saxonia-Anhalt) Lauchhammer (Brandenburg) Lauchheim (Baden-Württemberg) Lauda-Königshofen (Baden-Württemberg) Lauenburg/Elbe (Schleswig-Holstein) Lauf an der Pegnitz (Bavaria) Laufen (Bavaria) Laufenburg (Baden) (Baden-Württemberg) Lauffen am Neckar (Baden-Württemberg) Lauingen (Donau) (Bavaria) Laupheim (Baden-Württemberg) Lauscha (Turingia) Lauta (Saxonia) Lauter/Sa. (Saxonia) Lauterbach (Hessen) (Hessa) Lauterecken (Renania-Palatinat) Lauterstein (Baden-Württemberg) Lebach (Saarland) | Lebus (Brandenburg) Leer (Ostfriesland) (Saxonia Inferioară) Lehesten (Turingia) Lehrte (Saxonia Inferioară) Leichlingen (Rheinland) (Renania de Nord-Westfalia) Leimen (Baden-Württemberg) Leinefelde-Worbis (Turingia) Leinfelden-Echterdingen (Baden-Württemberg) Leipheim (Bavaria) Leipzig (Saxonia) Leisnig (Saxonia) Lemgo (Renania de Nord-Westfalia) Lengefeld (Saxonia) Lengenfeld (Saxonia) Lengerich (Renania de Nord-Westfalia) Lennestadt (Renania de Nord-Westfalia) Lenzen (Brandenburg) Leonberg (Baden-Württemberg) Leun (Hessa) Leuna (Saxonia-Anhalt) Leutenberg (Turingia) Leutershausen (Bavaria) Leutkirch im Allgäu (Baden-Württemberg) Leverkusen (Renania de Nord-Westfalia) Lich (Hessa) Lichtenau (Baden-Württemberg) Lichtenau (Renania de Nord-Westfalia) Lichtenberg (Bavaria) Lichtenfels (Bavaria) Lichtenfels (Hessa) Lichtenstein/Sa. (Saxonia) Liebenau (Hessa) Liebenwalde (Brandenburg) Lieberose (Brandenburg) Liebstadt (Saxonia) Limbach-Oberfrohna (Saxonia) Limburg an der Lahn (Hessa) Lindau (Bodensee) (Bavaria) Linden (Hessa) Lindenberg im Allgäu (Bavaria) Lindenfels (Hessa) Lindow (Mark) (Brandenburg) Lingen (Ems) (Saxonia Inferioară) Linnich (Renania de Nord-Westfalia) | Linz am Rhein (Renania-Palatinat) Lippstadt (Renania de Nord-Westfalia) Löbau (Saxonia) Löffingen (Baden-Württemberg) Lohmar (Renania de Nord-Westfalia) Lohne (Oldenburg) (Saxonia Inferioară) Löhne (Renania de Nord-Westfalia) Lohr am Main (Bavaria) Loitz (Mecklenburg-Pomerania Inferioară) Lollar (Hessa) Lommatzsch (Saxonia) Löningen (Saxonia Inferioară) Lorch (Baden-Württemberg) Lorch (Hessa) Lörrach (Baden-Württemberg) Lorsch (Hessa) Lößnitz (Saxonia) Löwenstein (Baden-Württemberg) Lübbecke (Renania de Nord-Westfalia) Lübben (Spreewald) (Brandenburg) Lübbenau/Spreewald (Brandenburg) Lübeck (Schleswig-Holstein) Lübtheen (Mecklenburg-Pomerania Inferioară) Lübz (Mecklenburg-Pomerania Inferioară) Lüchow (Wendland) (Saxonia Inferioară) Lucka (Turingia) Luckau (Brandenburg) Luckenwalde (Brandenburg) Lüdenscheid (Renania de Nord-Westfalia) Lüdinghausen (Renania de Nord-Westfalia) Ludwigsburg (Baden-Württemberg) Ludwigsfelde (Brandenburg) Ludwigshafen am Rhein (Renania-Palatinat) Ludwigslust (Mecklenburg-Pomerania Inferioară) Ludwigsstadt (Bavaria) Lugau/Erzgeb. (Saxonia) Lügde (Renania de Nord-Westfalia) Lüneburg (Saxonia Inferioară) Lünen (Renania de Nord-Westfalia) Lunzenau (Saxonia) Lütjenburg (Schleswig-Holstein) Lützen (Saxonia-Anhalt) Lychen (Brandenburg) |

| Cuprins: A B C D E F G H I J K L M N O P Q R S T U V W X Y Z |

## M
| | | |
| Magdala (Turingia) Magdeburg (Capitala landului Sachs.-A.) Mahlberg (Baden-Württemberg) Mainbernheim (Bavaria) Mainburg (Bavaria) Maintal (Hessa) Mainz (Capitala landului Rheinland-Pf.) Malchin (Mecklenburg-Pomerania Inferioară) Malchow (Mecklenburg-Pomerania Inferioară) Mannheim (Baden-Württemberg) Manderscheid (Renania-Palatinat) Mansfeld (Saxonia-Anhalt) Marbach am Neckar (Baden-Württemberg) Marburg (Hessa) Marienberg (Saxonia) Marienmünster (Renania de Nord-Westfalia) Markdorf (Baden-Württemberg) Markgröningen (Baden-Württemberg) Märkisch Buchholz (Brandenburg) Markkleeberg (Saxonia) Markneukirchen (Saxonia) Markranstädt (Saxonia) Marktbreit (Bavaria) Marktheidenfeld (Bavaria) Marktleuthen (Bavaria) Marktoberdorf (Bavaria) Marktredwitz (Bavaria) Marktsteft (Bavaria) Marl (Renania de Nord-Westfalia) Marlow (Mecklenburg-Pomerania Inferioară) Marne (Schleswig-Holstein) Marsberg (Renania de Nord-Westfalia) Maulbronn (Baden-Württemberg) Maxhütte-Haidhof (Bavaria) Mayen (Renania-Palatinat) Mechernich (Renania de Nord-Westfalia) Meckenheim (Renania de Nord-Westfalia) Medebach (Renania de Nord-Westfalia) | Meerane (Saxonia) Meerbusch (Renania de Nord-Westfalia) Meersburg (Baden-Württemberg) Meinerzhagen (Renania de Nord-Westfalia) Meiningen (Turingia) Meisenheim (Renania-Palatinat) Meißen (Saxonia) Meldorf (Schleswig-Holstein) Melle (Saxonia Inferioară) Mellrichstadt (Bavaria) Melsungen (Hessa) Memmingen (Bavaria) Menden (Sauerland) (Renania de Nord-Westfalia) Mendig (Renania-Palatinat) Mengen (Baden-Württemberg) Meppen (Saxonia Inferioară) Merkendorf (Bavaria) Merseburg (Saxonia-Anhalt) Merzig (Saarland) Meschede (Renania de Nord-Westfalia) Meßkirch (Baden-Württemberg) Meßstetten (Baden-Württemberg) Mettmann (Renania de Nord-Westfalia) Metzingen (Baden-Württemberg) Meuselwitz (Turingia) Meyenburg (Brandenburg) Michelstadt (Hessa) Miesbach (Bavaria) Miltenberg (Bavaria) Mindelheim (Bavaria) Minden (Renania de Nord-Westfalia) Mirow (Mecklenburg-Pomerania Inferioară) Mittenwalde (Brandenburg) Mitterteich (Bavaria) Mittweida (Saxonia) Möckern (Saxonia-Anhalt) Möckmühl (Baden-Württemberg) Moers (Renania de Nord-Westfalia) | Mölln (Schleswig-Holstein) Mönchengladbach (Renania de Nord-Westfalia) Monheim am Rhein (Renania de Nord-Westfalia) Monheim (Bavaria) Monschau (Renania de Nord-Westfalia) Montabaur (Renania-Palatinat) Moosburg an der Isar (Bavaria) Mörfelden-Walldorf (Hessa) Moringen (Saxonia Inferioară) Mosbach (Baden-Württemberg) Mössingen (Baden-Württemberg) Mücheln (Geiseltal) (Saxonia-Anhalt) Mügeln (Saxonia) Mühlacker (Baden-Württemberg) Mühlberg/Elbe (Brandenburg) Mühldorf am Inn (Bavaria) Mühlhausen/Thüringen (Turingia) Mühlheim am Main (Hessa) Mühlheim an der Donau (Baden-Württemberg) Mühltroff (Saxonia) Mülheim an der Ruhr (Renania de Nord-Westfalia) Mülheim-Kärlich (Renania-Palatinat) Müllheim (Baden-Württemberg) Müllrose (Brandenburg) Münchberg (Bavaria) Müncheberg (Brandenburg) München (Capitala landului Bavaria) Münchenbernsdorf (Turingia) Munderkingen (Baden-Württemberg) Münnerstadt (Bavaria) Münsingen (Baden-Württemberg) Munster (Saxonia Inferioară) Münster (Renania de Nord-Westfalia) Münstermaifeld (Renania-Palatinat) Münzenberg (Hessa) Murrhardt (Baden-Württemberg) Mutzschen (Saxonia) Mylau (Saxonia) |

| Cuprins: A B C D E F G H I J K L M N O P Q R S T U V W X Y Z |

## N
| | | |
| Nabburg (Bavaria) Nagold (Baden-Württemberg) Naila (Bavaria) Nassau (Renania-Palatinat) Nastätten (Renania-Palatinat) Nauen (Brandenburg) Naumburg (Hessa) Naumburg (Saale) (Saxonia-Anhalt) Naunhof (Saxonia) Nebra (Unstrut) (Saxonia-Anhalt) Neckarbischofsheim (Baden-Württemberg) Neckargemünd (Baden-Württemberg) Neckarsteinach (Hessa) Neckarsulm (Baden-Württemberg) Neresheim (Baden-Württemberg) Netphen (Renania de Nord-Westfalia) Nettetal (Renania de Nord-Westfalia) Netzschkau (Saxonia) Neu-Anspach (Hessa) Neubrandenburg (Mecklenburg-Pomerania Inferioară) Neubukow (Mecklenburg-Pomerania Inferioară) Neubulach (Baden-Württemberg) Neuburg an der Donau (Bavaria) Neudenau (Baden-Württemberg) Neuenbürg (Baden-Württemberg) Neuenburg am Rhein (Baden-Württemberg) Neuenhaus (Saxonia Inferioară) Neuenrade (Renania de Nord-Westfalia) Neuenstadt am Kocher (Baden-Württemberg) Neuenstein (Baden-Württemberg) Neuerburg (Renania-Palatinat) Neuffen (Baden-Württemberg) | Neuhaus am Rennweg (Turingia) Neu-Isenburg (Hessa) Neukalen (Mecklenburg-Pomerania Inferioară) Neukirchen (Hessa) Neukirchen-Vluyn (Renania de Nord-Westfalia) Neukloster (Mecklenburg-Pomerania Inferioară) Neumark (Turingia) Neumarkt in der Oberpfalz (Bavaria) Neumarkt-Sankt Veit (Bavaria) Neumünster (Schleswig-Holstein) Neunburg vorm Wald (Bavaria) Neunkirchen (Saarland) Neuötting (Bavaria) Neuruppin (Brandenburg) Neusalza-Spremberg (Saxonia) Neusäß (Bavaria) Neuss (Renania de Nord-Westfalia) Neustadt an der Aisch (Bavaria) Neustadt an der Donau (Bavaria) Neustadt an der Waldnaab (Bavaria) Neustadt am Kulm (Bavaria) Neustadt am Rübenberge (Saxonia Inferioară) Neustadt an der Orla (Turingia) Neustadt an der Weinstraße (Renania-Palatinat) Neustadt bei Coburg (Bavaria) Neustadt (Dosse) (Brandenburg) Neustadt-Glewe (Mecklenburg-Pomerania Inferioară) Neustadt (Hessen) (Hessa) Neustadt in Holstein (Schleswig-Holstein) Neustadt in Sachsen (Saxonia) Neustrelitz (Mecklenburg-Pomerania Inferioară) Neutraubling (Bavaria) | Neu-Ulm (Bavaria) Neuwied (Renania-Palatinat) Nidda (Hessa) Niddatal (Hessa) Nidderau (Hessa) Nideggen (Renania de Nord-Westfalia) Niebüll (Schleswig-Holstein) Niedenstein (Hessa) Niederkassel (Renania de Nord-Westfalia) Niedernhall (Baden-Württemberg) Nieder-Olm (Renania-Palatinat) Niederstetten (Baden-Württemberg) Niederstotzingen (Baden-Württemberg) Nieheim (Renania de Nord-Westfalia) Niemegk (Brandenburg) Nienburg (Saale) (Saxonia-Anhalt) Nienburg/Weser (Saxonia Inferioară) Niesky (Saxonia) Nittenau (Bavaria) Norden (Saxonia Inferioară) Nordenham (Saxonia Inferioară) Norderney (Saxonia Inferioară) Norderstedt (Schleswig-Holstein) Nordhausen (Turingia) Nordhorn (Saxonia Inferioară) Nördlingen (Bavaria) Northeim (Saxonia Inferioară) Nortorf (Schleswig-Holstein) Nossen (Saxonia) Nürnberg (Bavaria) Nürtingen (Baden-Württemberg) |

| Cuprins: A B C D E F G H I J K L M N O P Q R S T U V W X Y Z |

## O
| | | |
| Oberasbach (Bavaria) Oberharz am Brocken (Saxonia-Anhalt) Oberhausen (Renania de Nord-Westfalia) Oberhof (Turingia) Oberkirch (Baden-Württemberg) Oberkochen (Baden-Württemberg) Oberlungwitz (Saxonia) Obermoschel (Renania-Palatinat) Obernburg am Main (Bavaria) Oberndorf am Neckar (Baden-Württemberg) Obernkirchen (Saxonia Inferioară) Ober-Ramstadt (Hessa) Oberriexingen (Baden-Württemberg) Obertshausen (Hessa) Oberursel (Taunus) (Hessa) Oberviechtach (Bavaria) Oberweißbach/Thür. Wald (Turingia) Oberwesel (Renania-Palatinat) Oberwiesenthal (Saxonia) Ochsenfurt (Bavaria) Ochsenhausen (Baden-Württemberg) Ochtrup (Renania de Nord-Westfalia) Oderberg (Brandenburg) Oebisfelde-Weferlingen (Saxonia-Anhalt) | Oederan (Saxonia) Oelde (Renania de Nord-Westfalia) Oelsnitz/Erzgeb. (Saxonia) Oelsnitz/Vogtl. (Saxonia) Oer-Erkenschwick (Renania de Nord-Westfalia) Oerlinghausen (Renania de Nord-Westfalia) Oestrich-Winkel (Hessa) Oettingen in Bayern (Bavaria) Offenbach am Main (Hessa) Offenburg (Baden-Württemberg) Ohrdruf (Turingia) Öhringen (Baden-Württemberg) Olbernhau (Saxonia) Olching (Bavaria) Oldenburg (Oldb) (Saxonia Inferioară) Oldenburg in Holstein (Schleswig-Holstein) Olfen (Renania de Nord-Westfalia) Olpe (Renania de Nord-Westfalia) Olsberg (Renania de Nord-Westfalia) Oppenau (Baden-Württemberg) Oppenheim (Renania-Palatinat) Oranienbaum-Wörlitz (Saxonia-Anhalt) Oranienburg (Brandenburg) Orlamünde (Turingia) | Ornbau (Bavaria) Ortenberg (Hessa) Ortrand (Brandenburg) Oschatz (Saxonia) Oschersleben (Bode) (Saxonia-Anhalt) Osnabrück (Saxonia Inferioară) Osterburg (Altmark) (Saxonia-Anhalt) Osterburken (Baden-Württemberg) Osterfeld (Saxonia-Anhalt) Osterhofen (Bavaria) Osterholz-Scharmbeck (Saxonia Inferioară) Osterode am Harz (Saxonia Inferioară) Osterwieck (Saxonia-Anhalt) Ostfildern (Baden-Württemberg) Ostheim vor der Rhön (Bavaria) Osthofen (Renania-Palatinat) Östringen (Baden-Württemberg) Ostritz (Saxonia) Otterberg (Renania-Palatinat) Otterndorf (Saxonia Inferioară) Ottweiler (Saarland) Overath (Renania de Nord-Westfalia) Owen (Baden-Württemberg) |

| Cuprins: A B C D E F G H I J K L M N O P Q R S T U V W X Y Z |

## P
| | | |
| Paderborn (Renania de Nord-Westfalia) Papenburg (Saxonia Inferioară) Pappenheim (Bavaria) Parchim (Mecklenburg-Pomerania Inferioară) Parsberg (Bavaria) Pasewalk (Mecklenburg-Pomerania Inferioară) Passau (Bavaria) Pattensen (Saxonia Inferioară) Pausa/Vogtl. (Saxonia) Pegau (Saxonia) Pegnitz (Bavaria) Peine (Saxonia Inferioară) Peitz (Brandenburg) Penig (Saxonia) Penkun (Mecklenburg-Pomerania Inferioară) Penzberg (Bavaria) Penzlin (Mecklenburg-Pomerania Inferioară) Perleberg (Brandenburg) Petershagen (Renania de Nord-Westfalia) Pfaffenhofen an der Ilm (Bavaria) | Pfarrkirchen (Bavaria) Pforzheim (Baden-Württemberg) Pfreimd (Bavaria) Pfullendorf (Baden-Württemberg) Pfullingen (Baden-Württemberg) Pfungstadt (Hessa) Philippsburg (Baden-Württemberg) Pinneberg (Schleswig-Holstein) Pirmasens (Renania-Palatinat) Pirna (Saxonia) Plattling (Bavaria) Plau am See (Mecklenburg-Pomerania Inferioară) Plaue (Turingia) Plauen (Saxonia) Plettenberg (Renania de Nord-Westfalia) Pleystein (Bavaria) Plochingen (Baden-Württemberg) Plön (Schleswig-Holstein) Pocking (Bavaria) Pohlheim (Hessa) | Polch (Renania-Palatinat) Porta Westfalica (Renania de Nord-Westfalia) Pößneck (Turingia) Potsdam (Capitala landului Brandenburg) Pottenstein (Bavaria) Preetz (Schleswig-Holstein) Premnitz (Brandenburg) Prenzlau (Brandenburg) Pressath (Bavaria) Preußisch Oldendorf (Renania de Nord-Westfalia) Prichsenstadt (Bavaria) Pritzwalk (Brandenburg) Prüm (Renania-Palatinat) Puchheim (Bavaria) Pulheim (Renania de Nord-Westfalia) Pulsnitz (Saxonia) Putbus (Mecklenburg-Pomerania Inferioară) Putlitz (Brandenburg) Püttlingen (Saarland) |

| Cuprins: A B C D E F G H I J K L M N O P Q R S T U V W X Y Z |

## Q
|                                                               |                           |                                |
| Quakenbrück (Saxonia Inferioară) Quedlinburg (Saxonia-Anhalt) | Querfurt (Saxonia-Anhalt) | Quickborn (Schleswig-Holstein) |

| Cuprins: A B C D E F G H I J K L M N O P Q R S T U V W X Y Z |

## R
| | | |
| Rabenau (Saxonia) Radeberg (Saxonia) Radebeul (Saxonia) Radeburg (Saxonia) Radevormwald (Renania de Nord-Westfalia) Radolfzell am Bodensee (Baden-Württemberg) Raguhn-Jeßnitz (Saxonia-Anhalt) Rahden (Renania de Nord-Westfalia) Rain (Bavaria) Ramstein-Miesenbach (Renania-Palatinat) Ranis (Turingia) Ransbach-Baumbach (Renania-Palatinat) Rastatt (Baden-Württemberg) Rastenberg (Turingia) Rathenow (Brandenburg) Ratingen (Renania de Nord-Westfalia) Ratzeburg (Schleswig-Holstein) Rauenberg (Baden-Württemberg) Raunheim (Hessa) Rauschenberg (Hessa) Ravensburg (Baden-Württemberg) Ravenstein (Baden-Württemberg) Recklinghausen (Renania de Nord-Westfalia) Rees (Renania de Nord-Westfalia) Regen (Bavaria) Regensburg (Bavaria) Regis-Breitingen (Saxonia) Rehau (Bavaria) Rehburg-Loccum (Saxonia Inferioară) Rehna (Mecklenburg-Pomerania Inferioară) Reichelsheim (Wetterau) (Hessa) Reichenbach im Vogtland (Saxonia) Reichenbach/O.L. (Saxonia) Reinbek (Schleswig-Holstein) Reinfeld (Holstein) (Schleswig-Holstein) Reinheim (Hessa) Remagen (Renania-Palatinat) Remda-Teichel (Turingia) | Remscheid (Renania de Nord-Westfalia) Remseck am Neckar (Baden-Württemberg) Renchen (Baden-Württemberg) Rendsburg (Schleswig-Holstein) Rennerod (Renania-Palatinat) Renningen (Baden-Württemberg) Rerik (Mecklenburg-Pomerania Inferioară) Rethem (Aller) (Saxonia Inferioară) Reutlingen (Baden-Württemberg) Rheda-Wiedenbrück (Renania de Nord-Westfalia) Rhede (Renania de Nord-Westfalia) Rheinau (Baden-Württemberg) Rheinbach (Renania de Nord-Westfalia) Rheinberg (Renania de Nord-Westfalia) Rheinböllen (Renania-Palatinat) Rheine (Renania de Nord-Westfalia) Rheinfelden (Baden) (Baden-Württemberg) Rheinsberg (Brandenburg) Rheinstetten (Baden-Württemberg) Rhens (Renania-Palatinat) Rhinow (Brandenburg) Ribnitz-Damgarten (Mecklenburg-Pomerania Inferioară) Richtenberg (Mecklenburg-Pomerania Inferioară) Riedenburg (Bavaria) Riedlingen (Baden-Württemberg) Riedstadt (Hessa) Rieneck (Bavaria) Riesa (Saxonia) Rietberg (Renania de Nord-Westfalia) Rinteln (Saxonia Inferioară) Röbel/Müritz (Mecklenburg-Pomerania Inferioară) Rochlitz (Saxonia) Rockenhausen (Renania-Palatinat) Rodalben (Renania-Palatinat) Rodenberg (Saxonia Inferioară) Rödental (Bavaria) Rödermark (Hessa) | Rodewisch (Saxonia) Rodgau (Hessa) Roding (Bavaria) Römhild (Turingia) Romrod (Hessa) Ronneburg (Turingia) Ronnenberg (Saxonia Inferioară) Rosbach vor der Höhe (Hessa) Rosenfeld (Baden-Württemberg) Rosenheim (Bavaria) Rosenthal (Hessa) Rösrath (Renania de Nord-Westfalia) Roßleben (Turingia) Roßwein (Saxonia) Rostock (Mecklenburg-Pomerania Inferioară) Rotenburg an der Fulda (Hessa) Rotenburg (Wümme) (Saxonia Inferioară) Roth (Bavaria) Rötha (Saxonia) Röthenbach an der Pegnitz (Bavaria) Rothenburg/O.L. (Saxonia) Rothenburg ob der Tauber (Bavaria) Rothenfels (Bavaria) Rottenburg am Neckar (Baden-Württemberg) Rottenburg a.d.Laaber (Bavaria) Röttingen (Bavaria) Rottweil (Baden-Württemberg) Rötz (Bavaria) Rüdesheim am Rhein (Hessa) Rudolstadt (Turingia) Ruhla (Turingia) Ruhland (Brandenburg) Runkel (Hessa) Rüsselsheim (Hessa) Rutesheim (Baden-Württemberg) Rüthen (Renania de Nord-Westfalia) |

| Cuprins: A B C D E F G H I J K L M N O P Q R S T U V W X Y Z |

## S
| | | |
| Saalburg-Ebersdorf (Turingia) Saalfeld/Saale (Turingia) Saarbrücken (Capitala landului Saarland) Saarburg (Renania-Palatinat) Saarlouis (Saarland) Sachsenhagen (Saxonia Inferioară) Sachsenheim (Baden-Württemberg) Salzgitter (Saxonia Inferioară) Salzkotten (Renania de Nord-Westfalia) Salzwedel (Saxonia-Anhalt) Sandau (Elbe) (Saxonia-Anhalt) Sandersdorf-Brehna (Saxonia-Anhalt) Sangerhausen (Saxonia-Anhalt) Sankt Andreasberg (Saxonia Inferioară) Sankt Augustin (Renania de Nord-Westfalia) Sankt Goar (Renania-Palatinat) Sankt Goarshausen (Renania-Palatinat) Sarstedt (Saxonia Inferioară) Sassenberg (Renania de Nord-Westfalia) Sassnitz (Mecklenburg-Pomerania Inferioară) Sayda (Saxonia) Schalkau (Turingia) Schauenstein (Bavaria) Scheer (Baden-Württemberg) Scheibenberg (Saxonia) Scheinfeld (Bavaria) Schelklingen (Baden-Württemberg) Schenefeld (Schleswig-Holstein) Scheßlitz (Bavaria) Schieder-Schwalenberg (Renania de Nord-Westfalia) Schifferstadt (Renania-Palatinat) Schildau (Saxonia) Schillingsfürst (Bavaria) Schiltach (Baden-Württemberg) Schirgiswalde-Kirschau (Saxonia) Schkeuditz (Saxonia) Schkölen (Turingia) Schleiden (Renania de Nord-Westfalia) Schleiz (Turingia) Schleswig (Schleswig-Holstein) Schlettau (Saxonia) Schleusingen (Turingia) Schlieben (Brandenburg) Schlitz (Hessa) Schloß Holte-Stukenbrock (Renania de Nord-Westfalia) Schlotheim (Turingia) Schlüchtern (Hessa) Schlüsselfeld (Bavaria) Schmalkalden (Turingia) Schmallenberg (Renania de Nord-Westfalia) Schmölln (Turingia) Schnackenburg (Saxonia Inferioară) Schnaittenbach (Bavaria) Schneeberg (Saxonia) Schneverdingen (Saxonia Inferioară) Schömberg (Baden-Württemberg) Schönau (Baden-Württemberg) Schönau im Schwarzwald (Baden-Württemberg) Schönberg (Mecklenburg-Pomerania Inferioară) Schönebeck (Elbe) (Saxonia-Anhalt) Schöneck/Vogtl. (Saxonia) Schönewalde (Brandenburg) Schongau (Bavaria) Schöningen (Saxonia Inferioară) Schönsee (Bavaria) Schönwald (Bavaria) Schopfheim (Baden-Württemberg) Schöppenstedt (Saxonia Inferioară) Schorndorf (Baden-Württemberg) | Schortens (Saxonia Inferioară) Schotten (Hessa) Schramberg (Baden-Württemberg) Schraplau (Saxonia-Anhalt) Schriesheim (Baden-Württemberg) Schrobenhausen (Bavaria) Schrozberg (Baden-Württemberg) Schüttorf (Saxonia Inferioară) Schwaan (Mecklenburg-Pomerania Inferioară) Schwabach (Bavaria) Schwäbisch Gmünd (Baden-Württemberg) Schwäbisch Hall (Baden-Württemberg) Schwabmünchen (Bavaria) Schwaigern (Baden-Württemberg) Schwalbach am Taunus (Hessa) Schwalmstadt (Hessa) Schwandorf (Bavaria) Schwanebeck (Saxonia-Anhalt) Schwarzenbach am Wald (Bavaria) Schwarzenbach an der Saale (Bavaria) Schwarzenbek (Schleswig-Holstein) Schwarzenberg/Erzgeb. (Saxonia) Schwarzenborn (Hessa) Schwarzheide (Brandenburg) Schwedt/Oder (Brandenburg) Schweich (Renania-Palatinat) Schweinfurt (Bavaria) Schwelm (Renania de Nord-Westfalia) Schwentinental (Schleswig-Holstein) Schwerin (Capitala landului Mecklenburg-Pomerania Inferioară) Schwerte (Renania de Nord-Westfalia) Schwetzingen (Baden-Württemberg) Sebnitz (Saxonia) Seehausen (Altmark) (Saxonia-Anhalt) Seeland (Saxonia-Anhalt) Seelow (Brandenburg) Seelze (Saxonia Inferioară) Seesen (Saxonia Inferioară) Sehnde (Saxonia Inferioară) Seifhennersdorf (Saxonia) Selb (Bavaria) Selbitz (Bavaria) Seligenstadt (Hessa) Selm (Renania de Nord-Westfalia) Selters (Westerwald) (Renania-Palatinat) Senden (Bavaria) Sendenhorst (Renania de Nord-Westfalia) Senftenberg (Brandenburg) Seßlach (Bavaria) Siegburg (Renania de Nord-Westfalia) Siegen (Renania de Nord-Westfalia) Sigmaringen (Baden-Württemberg) Simbach am Inn (Bavaria) Simmern/Hunsrück (Renania-Palatinat) Sindelfingen (Baden-Württemberg) Singen (Hohentwiel) (Baden-Württemberg) Sinsheim (Baden-Württemberg) Sinzig (Renania-Palatinat) Soest (Renania de Nord-Westfalia) Solingen (Renania de Nord-Westfalia) Solms (Hessa) Soltau (Saxonia Inferioară) Sömmerda (Turingia) Sondershausen (Turingia) Sonneberg (Turingia) Sonnewalde (Brandenburg) Sonthofen (Bavaria) Sontra (Hessa) | Spaichingen (Baden-Württemberg) Spalt (Bavaria) Spangenberg (Hessa) Speicher (Eifel) (Renania-Palatinat) Spenge (Renania de Nord-Westfalia) Speyer (Renania-Palatinat) Spremberg (Brandenburg) Springe (Saxonia Inferioară) Sprockhövel (Renania de Nord-Westfalia) Stade (Saxonia Inferioară) Stadtallendorf (Hessa) Stadtbergen (Bavaria) Stadthagen (Saxonia Inferioară) Stadtilm (Turingia) Stadtlengsfeld (Turingia) Stadtlohn (Renania de Nord-Westfalia) Stadtoldendorf (Saxonia Inferioară) Stadtprozelten (Bavaria) Stadtroda (Turingia) Stadtsteinach (Bavaria) Stadt Wehlen (Saxonia) Starnberg (Bavaria) Staßfurt (Saxonia-Anhalt) Staufen im Breisgau (Baden-Württemberg) Staufenberg (Hessa) Stavenhagen (Mecklenburg-Pomerania Inferioară) St. Blasien (Baden-Württemberg) Stein (Bavaria) Steinach (Turingia) Steinau an der Straße (Hessa) Steinbach-Hallenberg (Turingia) Steinbach (Taunus) (Hessa) Steinfurt (Renania de Nord-Westfalia) Steinheim an der Murr (Baden-Württemberg) Steinheim (Renania de Nord-Westfalia) Stendal (Saxonia-Anhalt) Sternberg (Mecklenburg-Pomerania Inferioară) St. Ingbert (Saarland) St. Georgen im Schwarzwald (Baden-Württemberg) Stockach (Baden-Württemberg) Stolberg (Rhld.) (Renania de Nord-Westfalia) Stollberg (Saxonia) Stolpen (Saxonia) Storkow (Mark) (Brandenburg) Stößen (Saxonia-Anhalt) Straelen (Renania de Nord-Westfalia) Stralsund (Mecklenburg-Pomerania Inferioară) Strasburg (Uckermark) (Mecklenburg-Pomerania Inferioară) Straubing (Bavaria) Strausberg (Brandenburg) Strehla (Saxonia) Stromberg (Renania-Palatinat) Stühlingen (Baden-Württemberg) Stutensee (Baden-Württemberg) Stuttgart (Capitala landului Baden-W.) St. Wendel (Saarland) Suhl (Turingia) Sulingen (Saxonia Inferioară) Sulz am Neckar (Baden-Württemberg) Sulzbach/Saar (Saarland) Sulzbach-Rosenberg (Bavaria) Sulzburg (Baden-Württemberg) Sundern (Sauerland) (Renania de Nord-Westfalia) Südliches Anhalt (Saxonia-Anhalt) Süßen (Baden-Württemberg) Syke (Saxonia Inferioară) |

| Cuprins: A B C D E F G H I J K L M N O P Q R S T U V W X Y Z |

## T
| | | |
| Tambach-Dietharz (Turingia) Tangerhütte (Saxonia-Anhalt) Tangermünde (Saxonia-Anhalt) Tann (Rhön) (Hessa) Tanna (Turingia) Tauberbischofsheim (Baden-Württemberg) Taucha (Saxonia) Taunusstein (Hessa) Tecklenburg (Renania de Nord-Westfalia) Tegernsee (Bavaria) Telgte (Renania de Nord-Westfalia) Teltow (Brandenburg) Templin (Brandenburg) Tengen (Baden-Württemberg) Tessin (Mecklenburg-Pomerania Inferioară) Teterow (Mecklenburg-Pomerania Inferioară) Tettnang (Baden-Württemberg) Teublitz (Bavaria) Teuchern (Saxonia-Anhalt) Teupitz (Brandenburg) | Teuschnitz (Bavaria) Thale (Saxonia-Anhalt) Thalheim/Erzgeb. (Saxonia) Thannhausen (Bavaria) Tharandt (Saxonia) Themar (Turingia) Thum (Saxonia) Tirschenreuth (Bavaria) Titisee-Neustadt (Baden-Württemberg) Tittmoning (Bavaria) Todtnau (Baden-Württemberg) Töging am Inn (Bavaria) Tönisvorst (Renania de Nord-Westfalia) Tönning (Schleswig-Holstein) Torgau (Saxonia) Torgelow (Mecklenburg-Pomerania Inferioară) Tornesch (Schleswig-Holstein) Traben-Trarbach (Renania-Palatinat) Traunreut (Bavaria) | Traunstein (Bavaria) Trebbin (Brandenburg) Trebsen/Mulde (Saxonia) Treffurt (Turingia) Trendelburg (Hessa) Treuchtlingen (Bavaria) Treuen (Saxonia) Treuenbrietzen (Brandenburg) Triberg im Schwarzwald (Baden-Württemberg) Tribsees (Mecklenburg-Pomerania Inferioară) Trier (Renania-Palatinat) Triptis (Turingia) Trochtelfingen (Baden-Württemberg) Troisdorf (Renania de Nord-Westfalia) Trossingen (Baden-Württemberg) Trostberg (Bavaria) Tübingen (Baden-Württemberg) Tuttlingen (Baden-Württemberg) Twistringen (Saxonia Inferioară) |

| Cuprins: A B C D E F G H I J K L M N O P Q R S T U V W X Y Z |

## U
| | | |
| Übach-Palenberg (Renania de Nord-Westfalia) Überlingen (Baden-Württemberg) Uebigau-Wahrenbrück (Brandenburg) Ueckermünde (Mecklenburg-Pomerania Inferioară) Uelzen (Saxonia Inferioară) Uetersen (Schleswig-Holstein) | Uffenheim (Bavaria) Uhingen (Baden-Württemberg) Ulm (Baden-Württemberg) Ulmen (Renania-Palatinat) Ulrichstein (Hessa) Ummerstadt (Turingia) | Unkel (Renania-Palatinat) Unna (Renania de Nord-Westfalia) Unterschleißheim (Bavaria) Usedom (Mecklenburg-Pomerania Inferioară) Usingen (Hessa) Uslar (Saxonia Inferioară) |

| Cuprins: A B C D E F G H I J K L M N O P Q R S T U V W X Y Z |

## V
| | | |
| Vacha (Turingia) Vaihingen an der Enz (Baden-Württemberg) Vallendar (Renania-Palatinat) Varel (Saxonia Inferioară) Vechta (Saxonia Inferioară) Velbert (Renania de Nord-Westfalia) Velburg (Bavaria) Velden (Bavaria) Vellberg (Baden-Württemberg) Vellmar (Hessa) Velten (Brandenburg) Verden (Aller) (Saxonia Inferioară) | Veringenstadt (Baden-Württemberg) Verl (Renania de Nord-Westfalia) Versmold (Renania de Nord-Westfalia) Vetschau/Spreewald (Brandenburg) Viechtach (Bavaria) Vienenburg (Saxonia Inferioară) Viernheim (Hessa) Viersen (Renania de Nord-Westfalia) Villingen-Schwenningen (Baden-Württemberg) Vilsbiburg (Bavaria) Vilseck (Bavaria) Vilshofen an der Donau (Bavaria) | Visselhövede (Saxonia Inferioară) Vlotho (Renania de Nord-Westfalia) Voerde (Niederrhein) (Renania de Nord-Westfalia) Vogtsburg im Kaiserstuhl (Baden-Württemberg) Vohburg an der Donau (Bavaria) Vohenstrauß (Bavaria) Vöhrenbach (Baden-Württemberg) Vöhringen (Bavaria) Volkach (Bavaria) Völklingen (Saarland) Volkmarsen (Hessa) Vreden (Renania de Nord-Westfalia) |

| Cuprins: A B C D E F G H I J K L M N O P Q R S T U V W X Y Z |

## W
| | | |
| Wachenheim an der Weinstraße (Renania-Palatinat) Wächtersbach (Hessa) Wadern (Saarland) Waghäusel (Baden-Württemberg) Wahlstedt (Schleswig-Holstein) Waiblingen (Baden-Württemberg) Waibstadt (Baden-Württemberg) Waischenfeld (Bavaria) Waldbröl (Renania de Nord-Westfalia) Waldeck (Hessa) Waldenbuch (Baden-Württemberg) Waldenburg (Saxonia) Waldenburg (Baden-Württemberg) Waldershof (Bavaria) Waldheim (Saxonia) Waldkappel (Hessa) Waldkirch (Baden-Württemberg) Waldkirchen (Bavaria) Waldkraiburg (Bavaria) Waldmünchen (Bavaria) Waldsassen (Bavaria) Waldshut-Tiengen (Baden-Württemberg) Walldorf (Baden-Württemberg) Walldürn (Baden-Württemberg) Wallenfels (Bavaria) Walsrode (Saxonia Inferioară) Waltershausen (Turingia) Waltrop (Renania de Nord-Westfalia) Wanfried (Hessa) Wangen im Allgäu (Baden-Württemberg) Wanzleben-Börde (Saxonia-Anhalt) Warburg (Renania de Nord-Westfalia) Waren (Müritz) (Mecklenburg-Pomerania Inferioară) Warendorf (Renania de Nord-Westfalia) Warin (Mecklenburg-Pomerania Inferioară) Warstein (Renania de Nord-Westfalia) Wassenberg (Renania de Nord-Westfalia) Wasserburg am Inn (Bavaria) Wassertrüdingen (Bavaria) Wasungen (Turingia) Wedel (Schleswig-Holstein) Weener (Saxonia Inferioară) Wegberg (Renania de Nord-Westfalia) Wegeleben (Saxonia-Anhalt) Wehr (Baden-Württemberg) Weida (Turingia) Weiden in der Oberpfalz (Bavaria) Weikersheim (Baden-Württemberg) Weil am Rhein (Baden-Württemberg) Weilburg (Hessa) Weil der Stadt (Baden-Württemberg) Weilheim an der Teck (Baden-Württemberg) Weilheim in Oberbayern (Bavaria) | Weimar (Turingia) Weingarten (Baden-Württemberg) Weinheim (Baden-Württemberg) Weinsberg (Baden-Württemberg) Weinstadt (Baden-Württemberg) Weismain (Bavaria) Weißenberg (Saxonia) Weißenburg in Bayern (Bavaria) Weißenfels (Saxonia-Anhalt) Weißenhorn (Bavaria) Weißensee (Turingia) Weißenstadt (Bavaria) Weißenthurm (Renania-Palatinat) Weißwasser/O.L. (Saxonia) Weiterstadt (Hessa) Welzheim (Baden-Württemberg) Welzow (Brandenburg) Wemding (Bavaria) Wendlingen am Neckar (Baden-Württemberg) Werben (Elbe) (Saxonia-Anhalt) Werdau (Saxonia) Werder (Havel) (Brandenburg) Werdohl (Renania de Nord-Westfalia) Werl (Renania de Nord-Westfalia) Wermelskirchen (Renania de Nord-Westfalia) Wernau (Neckar) (Baden-Württemberg) Werne (Renania de Nord-Westfalia) Werneuchen (Brandenburg) Wernigerode (Saxonia-Anhalt) Wertheim (Baden-Württemberg) Werther (Westf.) (Renania de Nord-Westfalia) Wertingen (Bavaria) Wesel (Renania de Nord-Westfalia) Wesenberg (Mecklenburg-Pomerania Inferioară) Wesselburen (Schleswig-Holstein) Wesseling (Renania de Nord-Westfalia) Westerburg (Renania-Palatinat) Westerstede (Saxonia Inferioară) Wetter (Ruhr) (Renania de Nord-Westfalia) Wetter (Hessen) (Hessa) Wettin-Löbejün (Saxonia-Anhalt) Wetzlar (Hessa) Widdern (Baden-Württemberg) Wiehe (Turingia) Wiehl (Renania de Nord-Westfalia) Wiesbaden (Capitala landului Hessa) Wiesmoor (Saxonia Inferioară) Wiesensteig (Baden-Württemberg) Wiesloch (Baden-Württemberg) Wildberg (Baden-Württemberg) Wildemann (Saxonia Inferioară) Wildenfels (Saxonia) Wildeshausen (Saxonia Inferioară) Wilhelmshaven (Saxonia Inferioară) | Wilkau-Haßlau (Saxonia) Willebadessen (Renania de Nord-Westfalia) Willich (Renania de Nord-Westfalia) Wilsdruff (Saxonia) Wilster (Schleswig-Holstein) Wilthen (Saxonia) Windischeschenbach (Bavaria) Windsbach (Bavaria) Winnenden (Baden-Württemberg) Winsen (Luhe) (Saxonia Inferioară) Winterberg (Renania de Nord-Westfalia) Wipperfürth (Renania de Nord-Westfalia) Wirges (Renania-Palatinat) Wismar (Mecklenburg-Pomerania Inferioară) Wissen (Renania-Palatinat) Witten (Renania de Nord-Westfalia) Wittenberg (Saxonia-Anhalt) Wittenberge (Brandenburg) Wittenburg (Mecklenburg-Pomerania Inferioară) Wittichenau (Saxonia) Wittlich (Renania-Palatinat) Wittingen (Saxonia Inferioară) Wittmund (Saxonia Inferioară) Wittstock/Dosse (Brandenburg) Witzenhausen (Hessa) Woldegk (Mecklenburg-Pomerania Inferioară) Wolfach (Baden-Württemberg) Wolfenbüttel (Saxonia Inferioară) Wolfhagen (Hessa) Wolframs-Eschenbach (Bavaria) Wolfratshausen (Bavaria) Wolfsburg (Saxonia Inferioară) Wolfstein (Renania-Palatinat) Wolgast (Mecklenburg-Pomerania Inferioară) Wolkenstein (Saxonia) Wolmirstedt (Saxonia-Anhalt) Worms (Renania-Palatinat) Wörrstadt (Renania-Palatinat) Wörth am Rhein (Renania-Palatinat) Wörth an der Donau (Bavaria) Wörth am Main (Bavaria) Wriezen (Brandenburg) Wülfrath (Renania de Nord-Westfalia) Wunsiedel (Bavaria) Wunstorf (Saxonia Inferioară) Wuppertal (Renania de Nord-Westfalia) Würselen (Renania de Nord-Westfalia) Wurzbach (Turingia) Würzburg (Bavaria) Wurzen (Saxonia) Wustrow (Wendland) (Saxonia Inferioară) Wyk auf Föhr (Schleswig-Holstein) |

| Cuprins: A B C D E F G H I J K L M N O P Q R S T U V W X Y Z |

## X
|                                    |  |  |
| Xanten (Renania de Nord-Westfalia) |  |  |

| Cuprins: A B C D E F G H I J K L M N O P Q R S T U V W X Y Z |

## Z
| | | |
| Zahna-Elster (Saxonia-Anhalt) Zarrentin am Schaalsee (Mecklenburg-Pomerania Inferioară) Zehdenick (Brandenburg) Zeil am Main (Bavaria) Zeitz (Saxonia-Anhalt) Zell am Harmersbach (Baden-Württemberg) Zell im Wiesental (Baden-Württemberg) Zell (Mosel) (Renania-Palatinat) Zella-Mehlis (Turingia) | Zerbst (Saxonia-Anhalt) Zeulenroda-Triebes (Turingia) Zeven (Saxonia Inferioară) Ziegenrück (Turingia) Zierenberg (Hessa) Ziesar (Brandenburg) Zirndorf (Bavaria) Zittau (Saxonia) Zöblitz (Saxonia) Zörbig (Saxonia-Anhalt) | Zossen (Brandenburg) Zschopau (Saxonia) Zülpich (Renania de Nord-Westfalia) Zweibrücken (Renania-Palatinat) Zwenkau (Saxonia) Zwickau (Saxonia) Zwiesel (Bavaria) Zwingenberg (Hessa) Zwönitz (Saxonia) |